# Сухопутні війська Канади
Сухопутні війська Канади або Канадська армія (англ. Canadian Army, фр. Armée canadienne) — сухопутні війська, наземний компонент та найбільший вид Збройних сил Канади, який разом з Королівськими канадським військово-морським флотом та Повітряними силами складають Сили оборони Канади.

## Історія
Назва Канадська армія увійшла в ужиток з 1940 року, до початку Другої світової війни з часів заснування Канадської конфедерації застосовувалась назва канадська міліція. З 1 квітня 1966 року усі наземні війська держави увійшли до знов створеного Мобільного командування. З 1968 року назву «Канадська армія» перестали вживати, через об'єднання сухопутного компоненту, королівського флоту та королівських повітряних сил у єдиний конгломерат сил, під назвою Збройні сили Канади, без поділу їх по видах. У 1993 році Мобільне командування було перетворене на Командування сухопутних військ на фоні загальної реорганізації збройних сил Канади після Холодної війни.
З серпня 2011 року Канадській армії офіційно повернули колишню назву, переставши іменувати її Сухопутні війська Канади.
За станом на вересень 2013 року армія Канади нараховувала 21 600 військовослужбовців регулярних сил, 24 000 — резерву та 5 000 — рейнджерів, загальна чисельність сухопутних військ країни становила 50 600 чоловіків. Цивільний персонал складає — 5 600 осіб.
Командувачем канадської армії та заступником начальника Штабу оборони Канади з липня 2018 р. — по липень 2019 р. був генерал-лейтенант Пол Винник, нащадок українських емігрантів зі Стрия.

## Структура
Сухопутна складова ЗС Канади включає 4 дивізії (яким підпорядковані як регулярні, так і резервні формування) і підрозділи підтримки; до армійського резерву входить окремий корпус рейнджерів, які відповідає за важкодоступні, в тому числі північні, райони і 10 бригадних груп.
| - 2-га дивізія - 5-та механізована бригадна група - 1-й механізований батальйон - 2-й механізований батальйон - 3-й піхотний батальйон - 5-й артилерійський полк - 12-й танковий полк - 5-й інженерний батальйон - полк підтримки - рота зв'язку - 34-та бригадна група - Канадські гусари - 4-й піхотний батальйон - 6-й піхотний батальйон - Мон-Руаяльські стрільці - Мезонневський полк - Монреальський полк - «Чорна варта» - Гренадерська гвардія Канади - 2-й артилерійський полк - Гальський бронетанковий полк - 34-й інженерний батальйон - 34-й батальйон підтримки - 34-й батальйон зв'язку - 35-та бригадна група - Шербрукські гусари - Сен-Лоранські стрільці - Шербрукські стрільці - Сагнеський полк - Шодьєрський полк - Квебекські вольтижери - 6-й артилерійський полк - 62-й артилерійський полк - 12-й танковий полк - 35-й інженерний батальйон - 35-й батальйон підтримки - 35-й батальйон зв'язку - 4-та розвідувальна рота - 5-й полк ВП - 2-га патрульна група рейнджерів | - 3-тя дивізія - 1-ша механізована бригадна група - 1-й механізований батальйон - 2-й механізований батальйон - 3-й піхотний батальйон - 1-й артилерійський полк - кавалерія Лорда Страткони - 1-й інженерний батальйон - полк підтримки - рота зв'язку - 38-ма бригадна група - Саскачеванські драгуни - кавалерія Форт-Гаррі - Вінніпезькі стрільці - Північносаскачеванський полк - Реджайнські стрільці - Лейк-Сьюперіорський полк - Горяни Її Величності - 10-й артилерійський полк - 26-й артилерійський полк - 116-та окрема артилерійська батарея - 38-й інженерний батальйон - 38-й батальйон підтримки - 38-й батальйон зв'язку - 39-та бригадна група - Колумбійські драгуни - Рейнджери Скелястих гір - Весмінстерський полк - Сіфортські горяни - Канадський Шотландський полк - 5-й артилерійський полк - 15-й артилерійський полк - полк Герцога Коннахтського - 39-й інженерний батальйон - 39-й батальйон підтримки - 39-й батальйон зв'язку - 41-ша бригадна група - Калгарський полк Його Величності - Едмонтонський полк - Калгарські горяни - 20-й артилерійський полк - 20-та окрема артилерійська батарея - кавалерія Південної Альберти - 41-й інженерний батальйон - 41-й батальйон підтримки - 41-й батальйон зв'язку - 6-та розвідувальна рота - 1-й полк ВП - 1-ша патрульна група рейнджерів - 4-та патрульна група рейнджерів |

| - 4-та дивізія - 2-га механізована бригадна група - 1-й механізований батальйон - 2-й механізований батальйон - 3-й піхотний батальйон - 2-й артилерійський полк - Канадські драгуни - 2-й інженерний батальйон - полк підтримки - рота зв'язку - 31-ша бригадна група - 1-й гусарський полк - Віндзорський полк - 4-й піхотний батальйон - Гамільтонський полк - Гірські стрільці - єгері Грею і Сімко - полк Ессексу і Кенту - полк Принцеси Луїзи - 11-й артилерійський полк - 31-й інженерний батальйон - 31-й батальйон підтримки - 31-й батальйон зв'язку - 32-га бригадна група - Кінна гвардія Генерал-губернатора - 1-й полк - Стрільці Її Величності - Канадський полк - полк Лінкольну і Велларду - полк Пілу, Дафферину і Голтону - 48-й полк - Торонтський Шотландський полк - 7-й артилерійський полк - 56-й артилерійський полк - 32-й інженерний батальйон - 32-й батальйон підтримки - 32-й батальйон зв'язку - 33-тя бригадна група - Онтарійський полк - полк Принцеси Уельської - полк Гастінгсу і Принс-Едварду - Бруквільські стрільці - полк Стормонту, Дандасу і Гленгаррі - полк Герцога Единбурзького - Алгонкінський полк - Ірландський полк - Піша гвардія Генерал-губернатора - 30-й артилерійський полк - 42-й артилерійський полк - 49-й артилерійський полк - 33-й інженерний батальйон - 33-й батальйон підтримки - 33-й батальйон зв'язку - 2-га розвідувальна рота - 2-й полк ВП - 3-тя патрульна група рейнджерів | - 5-та дивізія - 4-й артилерійський полк - 21-й полк РЕБ - 4-й інженерний батальйон - 5-та база підтримки - 36-та бригадна група - Галіфакські стрільці - полк острову Принц-Едварда - Стрільці Принцеси Луїзи - Західний Новошотландський полк - Новошотландські горяни - Кейп-Бретонські горяни - 1-й артилерійський полк - 36-й інженерний батальйон - 36-й батальйон підтримки - 36-й батальйон зв'язку - 37-ма бригадна група - 8-й гусарський полк - Ньюбрансвікський полк - полк Північного узбережжя - 1-й піхотний батальйон - 2-й піхотний батальйон - 3-й артилерійський полк - 37-й інженерний батальйон - 37-й батальйон підтримки - 37-й батальйон зв'язку - 3-тя розвідувальна рота - 3-й полк ВП - 5-та патрульна група рейнджерів |

Курсивом позначені підрозділи резерву,  1  — підрозділи 22-го полку,  1  — підрозділи полку принцеси Патриції,  1  — підрозділи Королівського Канадського полку,  1  — підрозділи Ньюфаундлендського полку,  полк  — піхотні батальйони, більшість яких з історичних причин продовжують називати полками.

## Озброєння та військова техніка

### Стрілецька зброя
| Модель                      | Тип                                   | Калібр                       | З якого часу | Країна-виробник | Прим. |
| --------------------------- | ------------------------------------- | ---------------------------- | ------------ | --------------- | --- |
| FN P-35/Hi-Power            | самозарядний пістолет                 | 9×19 мм                      | 1944-по т.ч. | Бельгія/ Канада | Виробництво компанії Fabrique Nationale. Також вироблялося за ліцензією Inglis під час Другої світової війни. |
| P225/P6 та P226             | самозарядний пістолет                 | 9×19 мм                      | н/д          | Швейцарія       | |
| Remington Model 870 c. 1950 | рушниця                               | 12 gauge                     | н/д          | США             | |
| C7                          | штурмова гвинтівка                    | 5,56×45 мм                   | 1986         | Канада          | M16, що виробляється за ліцензією та модернізується компанією Diemaco (сучасна Colt Canada).                  |
| C8                          | штурмова гвинтівка                    | 5,56×45 мм НАТО              | 1986         | Канада          | Версія карабіна C7.                                                                                           |
| C9 LMG                      | ручний кулемет                        | 5,56×45 мм                   | 1986         | Бельгія         | Канадська версія бельгійського кулемету FN Minimi                                                             |
| C6 GPMG                     | єдиний кулемет                        | 7,62×51 мм                   | 1978         | Бельгія         | Канадське позначення кулемету FN MAG.                                                                         |
| FN M2HB-QCB                 | великокаліберний кулемет              | .50 BMG (12,7×99 мм НАТО)    | н/д          | США/ Бельгія    | |
| C3A1                        | снайперська гвинтівка                 | 7,62×51 мм                   | н/д          | Велика Британія | Зняті з озброєння та замінені на снайперські гвинтівка C14.                                                   |
| C14 Timberwolf              | снайперська гвинтівка                 | .338 Lapua Magnum (8.6×70mm) | 2005         | Канада          | Перебуває на службі, як стандартна снайперська гвинтівка армії Канади                                         |
| C15 (LRSW)                  | Великокаліберна снайперська гвинтівка | .50 BMG (12,7×99 мм)         | 2000         | США             | |

### Гранати, протитанкова зброя
| Модель         | Тип                             | К-сть | З якого року    | Країна-виробник | Прим.                        |
| -------------- | ------------------------------- | ----- | --------------- | --------------- | ---------------------------- |
| C13            | Ручна граната                   | н/д   | н/д             | США             |                              |
| M203A1         | підствольний гранатомет         | н/д   | н/д             | США             |                              |
| M3 Carl Gustav | ручний протитанковий гранатомет | н/д   | M2 1969 M3 1988 | Швеція          |                              |
| M72 LAW        | ручний протитанковий гранатомет | н/д   | н/д             | США/ Норвегія   |                              |
| ERYX           | ПТРК                            | 435   | 1994            | Канада Франція  | Переносний ПТРК ближньої дії |
| BGM-71 TOW     | ПТРК                            | н/д   | н/д             | США             | ПТРК дальньої дії            |

### Багатоцільові автомобілі
| Модель                   | Тип                                            | К-сть | З якого року | Країна-виробник | Прим. |
| ------------------------ | ---------------------------------------------- | ----- | ------------ | --------------- | --- |
| MILCOTS Silverado        | Легкий військовий позашляховик                 | 1 061 | 2003–2004    | США             | Воєнізована версія автомобіля для тактичних потреб та забезпечення перевезень особового складу й вантажів. Замінює позашляховики Bombardier Iltis для застосування в небойових умовах. |
| G-Wagen                  | Легкий військовий позашляховик                 | 1 159 | 2003–2004    | Німеччина       | Змінив Iltis для дії у тактичній зоні бойових дій |
| M-Gator                  | Легкий військовий позашляховик/мотовсюдихід    | 48    | 2007         | США             | |
| LSVW                     | Легкий позашляховик забезпечення               | 2,879 | 1993–1997    | Канада          | Створений на базі Iveco model 40.10 з трейлером для перевезення вантажів |
| MLVW                     | Машина забезпечення середнього класу           | 2,769 | 1982         | США/ Канада     | M35/M36 series trucks будується за ліцензією компанією Bombardier. З 2009 по 2013 роки замінялися на більш сучасні моделі.                                                             |
| MSVS                     | Машина забезпечення середнього класу           | 1587  | 2009–2013    | США/ Канада     | Надійшла на заміну MLVW в період 2009—2013. Пропозиція про закупівлю 1 690 машин була відмінена восени 2013 року. Замовлення ще на 1 500 одиниць скасовано.                            |
| HLVW                     | Машина забезпечення важкого класу              | 1 212 | 1989         | Канада          | Створена на шасі вантажного автомобіля Steyr 1491 Percheron та випускається за ліцензією Urban Transportation Development Corporation.                                                 |
| Bv206                    | Легкий військовий гусеничний позашляховик      | 78    | 1983         | Швеція          | Вперше застосований в бою в ході операції «Анаконда» у березні 2002 року |
| AHSVS                    | Важка броньована транспортна система підтримки | 86    | 2008-?       | Німеччина       | Замовлено ще 26 од. |
| DAF XF95 Tropco Tractor  | HET Tractor                                    | 1-2?  | 2007         | Нідерланди      | Позичено у голландській армії до постачання транспортників AHSVS |
| Broshuis HET             | Важкий трейлер                                 | 1-2?  | 2007         | Нідерланди      | Позичено у Голландській армії для застосування в Афганістані |
| Western Star 4900 series | Важкі інженерні машини підтримки               | 30    | 2002-2004    | США             | |

### Бронетехніка
| Модель                        | Тип                         | К-сть | З якого року            | Країна-виробник   | Прим. |
| ----------------------------- | --------------------------- | ----- | ----------------------- | ----------------- | --- |
| Coyote Reconnaissance Vehicle | Бойова розвідувальна машина | 203   | 1996                    | Канада            | Надійшли на заміну Lynx. Машину змінюватиме 500 новітніх Textron TAPV, ймовірно ще 100 надійдуть пізніше. |
| Textron TAPV                  | Бронеавтомобіль             | 500   | 2014                    | Канада            | На заміну Coyote Reconnaissance Vehicle та MRAP RG-31 Nyala. |
| Grizzly AVGP                  | бронетранспортер            | 274   | 1976                    | Канада            | Варіанти бронетранспортера включають БТР (52), командно-штабні машини (80), машини зв'язку (10), артилерійські тягачі (18), БРЕМ (70),100 одиниць техніки передано в оренду Африканському Союзу для його військ у Судані. |
| Bison                         | бронетранспортер            | 199   | 1990                    | Канада            | TRILS (система виявлення цілей та прив'язки); машина медичної евакуації (74), самохідний міномет (60), БРЕМ (35), мобільний ремонтний комплекс (16), машина РЕБ (AERIES) (14). |
| M113A3/MTVL                   | бронетранспортер            | 1 143 | 1960-ті-1991; 2001—2006 | США               | 289 з 1 143 M113 поставлених у середині 1960-х роках на початку 1990-х удосконалена до рівня A3/MTVL; решта визнана надлишком. Очікується, що модернізовані M113 знаходитимуться на службі до 2020. |
| LAV III                       | бронетранспортер            | 651   | 1999                    | Канада            | LAV бронетранспортер (313), LAV командно-штабна машина (181), LAV самохідний ПТРК «Тоу» (TUA) варіант оснащений 2 установками ПТРК (33), LAV передовий спостережний пост (FOO) (47), LAV броньована інженерна машина (44). 33 одиниці корпусів надлишку LAV TUA переобладнуються на LAV ISC (бронетранспортер), оснащений Nanuk, 66 одиниць подібно до американського БТР M1126 Infantry Carrier Vehicle будуть переобладнані на розвідувальну версію БТР, оснащену спеціальної апаратурою. |
| ADATS                         | Самохідний ЗРК              | 34    | 1989                    | Канада/ Швейцарія | ADATS встановлені на платформу M113. |
| Leopard C2                    | Основний бойовий танк       | 66    | 1978–1979               | Німеччина         | 66 танків Leopard C1 були модернізовані до рівня Leopard C2 у 2000—2001. |
| Leopard 2A4+/2A4M             | Основний бойовий танк       | 60    | 2007–2009               | Німеччина         | 80 Leopard 2A4 з Нідерландів з додатковими 20 удосконаленими в 2007—2008 до рівня 2A4M CAN версії з додатковим протимінним бронюванням (M) та додатковою модульною бронею та іншими удосконаленнями (CAN). |
| Leopard 2A6M                  | Основний бойовий танк       | 20    | 2007–                   | Німеччина         | Батальйон з 20 танків Leopard 2A6M («M» додатковий протимінний захист) були позичені у Бундесвері в серпні 2007 року для ведення бойових дій в Афганістані. 20 танків Leopard 2A6 придбали в Нідерландах та згодом модернізували до стандартів 2A6M. |

### Машини із захистом від мін і засідок
| Модель         | Тип                            | К-сть | З якого року | Країна-виробник      | Прим.                                                     |
| -------------- | ------------------------------ | ----- | ------------ | -------------------- | --------------------------------------------------------- |
| Nyala          | бронетранспортер               | 75    | 2006         | Велика Британія/ ПАР |                                                           |
| Cougar H JERRV | Інженерна машина розгородження | 40    | 2007–2009    | США/ ПАР             |                                                           |
| Buffalo A2     | машина розмінування            | 19    | 2007–2009    | США/ ПАР             | Повернуто до Канади після завершення місії в Афганістані. |
| JSFU           | машина розмінування            | 5     | 2000         | Велика Британія      |                                                           |
| Husky          | машина розмінування            | 5     | 2007-        | ПАР                  |                                                           |

## Артилерія

### Польова артилерія
| Модель               | Тип            | К-сть | З якого року | Країна-виробник | Прим.                                                                                              |
| -------------------- | -------------- | ----- | ------------ | --------------- | -------------------------------------------------------------------------------------------------- |
| L16                  | 81-мм міномет  | 160   | 1967         | Велика Британія | |
| C2 Close Support Gun | 105-мм гаубиця | N/A   | N/A          | США             | Модернізовані до рівня C3 105-мм гаубиці                                                           |
| C3 Close Support Gun | 105-мм гаубиця | 96    | 1998         | США             | |
| LG1 Mark II          | 105-мм гаубиця | 28    | 1997         | Франція         | |
| M777                 | 155-мм гаубиця | 37    | 2005–2011    | Велика Британія | Для використання з цією артилерійською системою придбані активно-реактивні снаряди XM982 Excalibur |